# Vlădeni (Botoșani)
Vlădeni é uma comuna romena localizada no distrito de Botoşani, na região de Moldávia. A comuna possui uma área de 61.53 quilômetros quadrados e sua população era de 5.018 habitantes segundo o censo de 2007.